# Lumber Exchange Building
El Lumber Exchange Building fue el primer rascacielos construido en Mineápolis, la ciudad más poblada del estado de Minnesota (Estados Unidos). Data de 1885 y fue diseñado en el estilo románico richardsoniano por Franklin B. Long y Frederick Kees y fue anunciado como uno de los primeros edificios a prueba de fuego en el país. Es el edificio de gran altura más antiguo de Mineápolis y es el edificio más antiguo fuera de Nueva York con 12 o más pisos. Fue incluido en el Registro Nacional de Lugares Históricos en 1983. Está conectado con The 15 Building por una pasarela aérea sobre la calle 5. Originalmente de 10 pisos de altura. Se agregaron dos alas en 1890 y 1980.

## Historia
El Lumber Exchange Building se construyó en 1885 para albergar oficinas y negocios relacionas con la floreciente industria maderera. Con 12 pisos y unos 45 m de altura, fue el primer rascacielos de la ciudad. Sigue siendo el edificio más antiguo de más de 12 pisos fuera de Nueva York.
Fue diseñado por el estudio de arquitectura Long & Kees, que duró desde 1884 hasta 1897, fue particularmente exitosa y condujo a la construcción de muchos de los edificios más grandes de la ciudad en las décadas de 1880 y 1890.
Fue diseñado en el estilo románico richardsoniano enfatizando la masa audaz y los tramos de pared en blanco contrastados con las bandas de las ventanas. Se completó en dos fases, con dos pisos adicionales agregados en 1890.
Fue uno de los primeros rascacielos ignífugos de Estados Unidos, con dos tecnologías diferentes. La parte un poco más antigua de 10 pisos del edificio se diseñó con un método de construcción de “combustión lenta”, mientras que se utilizó una técnica ignífuga para los 2 pisos superiores recién construidos.
Elinmueble se construyó en varias etapas. Originalmente una estructura alta y delgada, se agregó un ala adicional en 1890. Posteriormente, se añadieron dos pisos.
La estructura se incendió en 1891 cuando estalló un incendio en una tienda de pintura cercana. El fuego se prolongó durante 24 horas y dejó la parte más antigua en ruinas, mientras que los pisos superiores permanecieron casi intactos. Poco después se aplicó un revestimiento de terracota a la estructura de madera y hierro.

## Recepción crítica
James Lileks, escritor y crítico de arquitectura de Mineápolis, dice: 

Es uno de los pocos supervivientes de la era temprana de los rascacielos, y quizás el más feo. De todos los edificios de Hennepin, es el menos significativo; al otro lado de la calle, el Templo Masónico, casi contemporáneo, es mucho más intrigante. Sin embargo, Lumber Exchange sobrevivió; quizás era demasiado grande para derribarlo. Sobrevivió a un incendio, deterioro, negligencia ... simplemente no desaparecerá ".